# بایوشاک ۲
بایوشاک ۲ (به انگلیسی: BioShock 2) یک بازی ویدئویی در سبک تیراندازی اول شخص است که توسط ۲کا مارین توسعه یافته و دنبالهٔ بازی بایوشاک در سال ۲۰۰۷ به‌شمار می‌رود. این بازی در تاریخ ۹ فوریه، ۲۰۱۰ برای پلی‌استیشن ۳، ایکس‌باکس ۳۶۰ و مایکروسافت ویندوز منتشر شده‌است. نسخهٔ اواس ده بازی نیز در ۳۰ مارس ۲۰۱۲ توسط فرال اینتراکتیو عرضه شد.
داستان بازی دقیقاً ۸ سال پس از شمارهٔ اول بازی، در شهر رپچر اتقاق می‌افتد در نسخهٔ قبل جک تمامی خواهر کوچولوها را نجات داد، اما یکی از خواهر کوچولوها به رپچر وابستگی خاصی دارد و در رپچر می‌ماند و به موجود وحشتناکی به نام خواهر بزرگ تبدیل می‌شود و برای درخشیدن دوبارهٔ رپچر دختران کوچولو اطراف ساحل را می‌رباید و به خواهر کوچولو تبدیل می‌کند و اما رپچر حالا به دست کسی افتاده که نام او سوفیا لمب است و به کمک یک کشیش به نام سایمون ویلز یک حزب به نام رپچر فامیلی ساخته‌اند و بیگ ددی بانام سابجکت دلتا دنبال یکی از خواهر کوچولوهایی که قبلاً با او همراه بوده‌است می‌گردد و حالا شما نقش این بیگ ددی را دارید.

## معادل‌های انگلیسی
1. ↑  2K Marin
2. ↑  2K Australia
3. ↑  Digital Extremes
4. ↑  Arkane Studios